# Специфічне мито
Специфі́чне ми́то — мито, що нараховується у встановленому грошовому
розмірі на одиницю товарів та інших предметів, які обкладаються митом.
При застосуванні специфічного митного податку внутрішня ціна імпортного товару (Рd) складатиме:
Рd = Рm + ts,
де ts — ставка специфічного митного податку;
Рm — митна вартість товару.